# Айбар, Мехмет Али
Мехмет Али Айбар (5 октября 1908 — 10 июля 1995) — турецкий левый политик, юрист, член парламента, председатель Рабочей партии, основатель и председатель Социалистической революционной партии, член трибунала Рассела по военным преступлениям США во Вьетнаме.

## Биография
Мехмет Али Айбар — правнук Мехмеда Али-паши и, соответственно, родственник поэтов Назыма Хикмета и Октая Рифата, а также политика Али Джебесоя. Окончил галатасарайский лицей, затем юридический лицей Стамбульского университета.
После этого учился в Париже, там попал под влияние марксизма. После возвращения в Турцию работал в юридическом лицее Стамбульского университета, который ранее окончил. За симпатии к коммунистическим идеям в 1946 году был уволен из университета. За публикацию статьи в одном из стамбульских журналов под названием «Hur» был посажен в тюрьму.
В 1950 году был помилован, после этого возобновил юридическую практику. За свои статьи, а также участие в протестах вскоре был арестован повторно. В 1962 году был выпущен из тюрьмы и возглавил рабочую партию. Избрание Айбара не только повысило авторитет партии среди учёных, но и привело к вступлению в партию ряда из них. Одной из целей партии было ограничение американского влияния на Турцию.
После всеобщих выборов 1969 года Айбар был вынужден уйти с поста председателя вследствие раскола внутри партии, наступившего по вопросу отношения к советскому вторжению в Чехословакию в 1968 году, которое Айбар, сторонник «улыбчивого социализма», подверг критике. В 1970 году его сменила социолог-марксист Бехидже Боран, которая выступала против антисоветской позиции Айбара. В 1971 году он покинул ряды партии. В 1975 году он основал Социалистическую партию, позднее она была переименована в Социалистическую революционную партию. После государственного переворота 1980 года партия была запрещена.
Входил в основанный Бертраном Расселом Международный трибунал по расследованию военных преступлений во Вьетнаме.
Умер 10 июля 1995 года в Стамбуле.

### Олимпиада
Айбар был одним из членов турецкой сборной на Олимпийских играх 1928 года.